# Ali Nassir
Ali Nassir (geb. am 4. September 1951 in Teheran) ist ein deutsch-iranischer Maler.

## Leben und Werdegang
Ali Nassir wurde am 4. September 1951 in Teheran, Iran geboren. Im Alter von 23 Jahren kam er nach Berlin, wo er zwischen 1978 und 1983 an der Hochschule der Künste (HdK) Malerei studierte. Während dieser Zeit ging Nassir 1983 als Austauschstudent an die École des Beaux-Arts in Besançon, Frankreich. Noch im selben Jahr schloss er als Meisterschüler der HdK sein Studium der Malerei ab. Zwischen 1985 und 1987 war er Stipendiat der HdK im Rahmen des NaföG (Gesetz zur Förderung des wissenschaftlichen und künstlerischen Nachwuchs). Nach Abschluss seines Studiums war er zwischen 1991 und 2004 als Lehrbeauftragter und Assistent an der HdK sowie an der Beuth Hochschule für Technik Berlin tätig. In den Jahren 2004 und 2005 unterrichtete er als Gastprofessor im Studiengang Malerei an der Tehran University und der Azad University Tehran.
Nassir lebt und arbeitet in Berlin. Er ist verheiratet und hat einen Sohn.

## Werk
Ali Nassir begann in den 1970er Jahren mit der figurativen Malerei, die auch noch heute seine Werke charakterisiert. Während seiner ersten Wirkungsphase stehen vor allem die Beziehungen seiner Figuren im Mittelpunkt seiner Arbeiten. In seinen Bildern um 1988 zeigte sich jedoch auch eine kurze „abstrakte Phase“, die sich aufgrund des gewählten Farbspektrums sowie dem Verhältnis von Farbe und Linie dem Stil von Ali Nassir zuordnen lassen.
In der Anfangsphase wurden seine Arbeiten einerseits geprägt vom Farbspektrum der iranischen Miniaturmalerei andererseits inspiriert durch Künstler wie Francisco de Goya, Max Beckmann und insbesondere Henri Matisse.
Im Zentrum Nassirs Schaffensprozess steht die Synthese der mentalen und philosophischen Konflikte seines Herkunftslandes und seiner Wahlheimat. In seiner frühen Schaffensperiode hat sich Nassir vor allem mit der Gewaltproblematik beschäftigt. Das Thema Täter und Opfer schwingt in vielen Werken mit. Seine Arbeiten zu dieser Zeit umfassen oft großformatige Bilder mit mächtigen Figuren, die kopfüber schwebend, hängend oder aufgerissen dargestellt werden. Individuelle Gesichtszüge sind nicht zu erkennen, das Handeln steht im Vordergrund. Ein weiteres Charakteristikum seiner Arbeiten bleibt weiterhin eine oftmals nicht zu erkennende Bildmitte. Nassir wählt kräftige Farben. Helligkeit, Düsternis und Kontraste wechseln sich ab.
Heute reicht das Portfolio von Ali Nassir vom Ölbild, über den Scherenschnitt bis hin zu Zeichnungen. Letztere zeigen vor allem persönliche Momente oder Skizzen. Viele seiner Werke zeigen rätselhafte Fantasien, Landschaften, Menschen und Tierfiguren. Architektur und geometrische Elemente sind subtil eingearbeitet.
Im Laufe seiner Schaffensphase lassen sich Veränderungen im Stil seiner Malerei beobachten.
Beschäftigte sich Nassir in den 1980er Jahren noch mit großen, massiv wirkenden Menschengestalten, die voluminös im Bildraum gruppiert wurden, sind es heute zartere und durch Einzelheiten gezeichnete Figuren, die fast mit dem Bildgeschehen verschmelzen.
In allen Schaffensperioden beschäftigt sich Nassir vorwiegend mit der menschlichen Existenz. Oftmals stehen Werke untereinander in Verbindung. Der Maler ergänzt seine Arbeiten um Bäume, Schlingpflanzen, Blumen und Tiere. So entsteht am Ende eine fast künstliche Welt, die zwischen vermeintlich bekanntem und traumhaft Fremdem oszilliert.

## Ausstellungen
- 2017 Stiftelsen, 3,14 Bergen, Norwegen
- 2017 Art Dubai, Dubai, Vereinigte Arabische Emirate
- 2016 Mute Theatre, O Gallery, Teheran, Iran
- 2014 Khak Gallery, Dubai, Vereinigte Arabische Emirate
- 2013 Khak Gallery, Teheran, Iran
- 2011 Khak Gallery, Teheran, Iran
- 2009 Khak Gallery, Teheran, Iran
- 2007 Elahe Gallery, Teheran, Iran
- 2007 Art Cologne, Köln, Deutschland
- 2007 Galerie Tammen, Berlin, Deutschland
- 2006 Art Cologne, Köln, Deutschland
- 2005 Tehran Meets Berlin, Galerie Tammen, Berlin, Deutschland
- 2003 Elahe Gallery, Teheran, Iran
- 2002 Isfahan Museum of Contemporary Art, Isfahan, Iran
- 2000 VI International Art Triennale Majdanek, Lublin, Polen
- 2000 Galerie am Ratswall, Bitterfeld, Deutschland
- 1998 Golestan Gallery, Teheran, Iran
- 1998 Galerie am Ratswall, Bitterfeld, Deutschland
- 1998 Galerie Kunst und Objekt, Leipzig, Deutschland
- 1997 Studio Galerie, Hamburg, Deutschland
- 1996 Galerie am Chamissoplatz, Berlin, Deutschland
- 1993 Studio Galerie, Hamburg, Deutschland
- 1991 Tehran Drawing Biennial, Tehran Museum of Contemporary Art, Teheran, Iran
- 1991 Sabz Gallery, Teheran, Iran
- 1990 Kunstmesse Hamburg, Hamburg, Deutschland
- 1990 Studio Galerie, Hamburg, Deutschland
- 1989 200 Jahre Französische Revolution, Staatliche Kunsthalle Berlin, Berlin, Deutschland
- 1986 Realismusstudio der NGBK Berlin, Berlin, Deutschland
- 1986 Studio Galerie, Hamburg, Deutschland
- 1986 Rotor Gallery, Göteborg, Schweden
- 1985 Summer Universiade Festival 85, Kobe, Japan
- 1985 Kunst und Kultur aus drei Städten, Berlin – Wuppertal – Göttingen, Göttingen, Deutschland
- 1985 Kunstquartier, Galerie 9 bis 9, Berlin, Deutschland